# Isak Jansson
Isak Jansson (* 31. Januar 2002) ist ein schwedischer Fußballspieler.

## Karriere

### Verein
Jansson begann seine Karriere beim Skene IF. Im Mai 2018 wechselte er in die Jugend des Kalmar FF. Im Oktober 2018 stand er erstmals im Profikader Kalmars, kam aber noch nicht zum Einsatz. Im September 2019 debütierte er dann gegen den Malmö FF in der Allsvenskan. Dies blieb sein einziger Einsatz in der Saison 2019. In der Saison 2020 war der Flügelstürmer dann ein fester Teil des Profikaders, er verpasste lediglich ein Spiel und kam so auf 29 Einsätze. In der Saison 2021 absolvierte er 24 Partien, in denen er sechs Tore erzielte.
In der Saison 2022 kam er zu 14 Einsätzen im schwedischen Oberhaus, ehe er im August 2022 nach Spanien zum Zweitligisten FC Cartagena wechselte. Für Cartagena absolvierte er in der Saison 2022/23 27 Spiele in der Segunda División, in denen er zweimal traf. In der Saison 2023/24 kam er bis zur Winterpause zu 18 Zweitligaeinsätzen. Im Februar 2024 wurde er an den österreichischen Bundesligisten SK Rapid Wien verliehen. Während der Leihe kam er zu elf Einsätzen in der Bundesliga, in denen er einmal traf. Im Mai 2024 wurde er fest verpflichtet und erhielt einen bis 2028 laufenden Vertrag bei Rapid. In der Saison 2024/25 absolvierte er 22 Bundesligapartien, in denen er sieben Tore erzielte.
Zur Saison 2025/26 wechselte Jansson nach Frankreich zum OGC Nizza. Die Ablöse beläuft sich auf 10 Millionen Euro, womit Jansson zum bisher teuersten Rapid-Abgang wurde.

### Nationalmannschaft
Jansson spielte 2017 erstmals für eine schwedische Jugendnationalauswahl. Mit der U-17-Mannschaft nahm er 2019 an der EM teil. Während des Turniers kam er in allen drei Partien der Schweden zum Einsatz, die aber punktelos in der Vorrunde ausschieden. Im März 2022 debütierte er im U-21-Team.